# مسييه 14

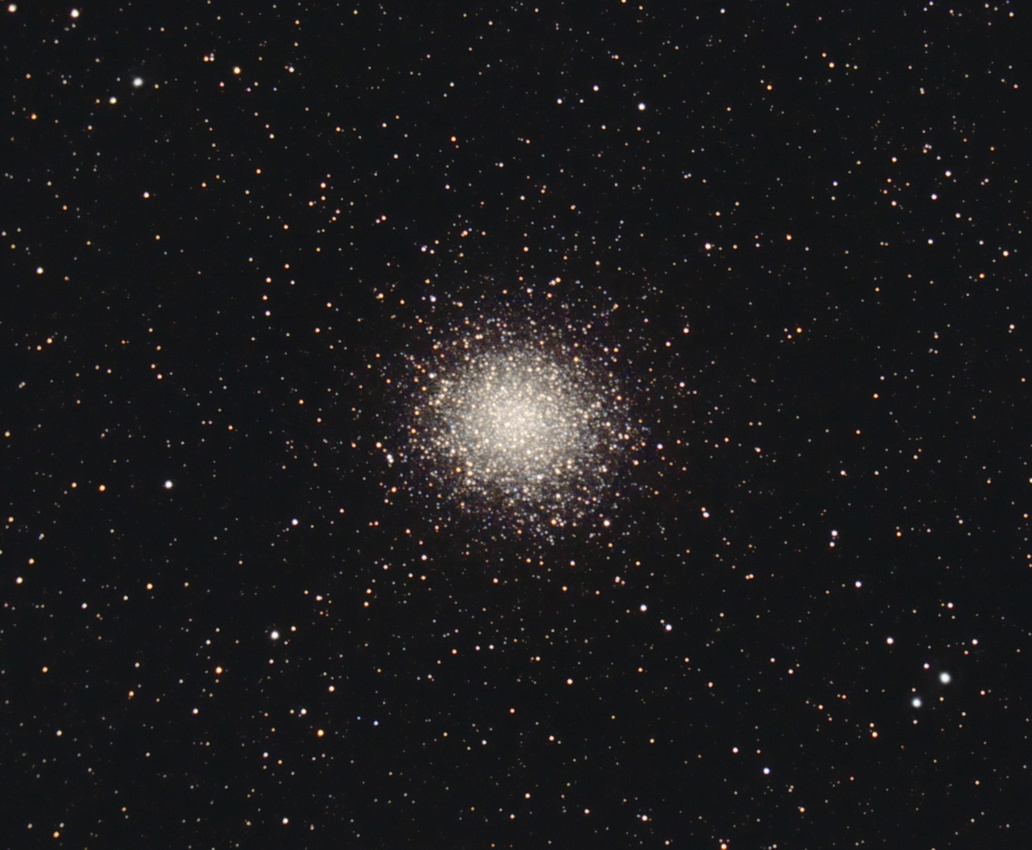
مسييه 14 كما صوره أحد هواة الفلك.

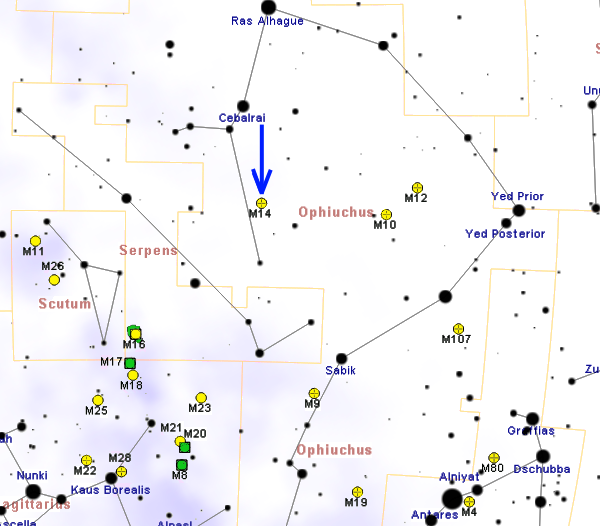
خريطة توضح موقع ميسييه 14

مسييه 14 هو عنقود نجمي مغلق تقع في كوكبة الحواء الجنوبية . أكتشفه عالم الفلك الفرنسي الشهير شارل مسييه يقع مسييه 14 على بُعد 30,300 سنة ضوئية (9300 فرسخ فلكي) من الأرض و يصل قدره الظاهري لـ 7.6+, تم تدوينه بأسم NGC 6402 في الكتالوج العام الجديد.

## خصائصه
يحتوي العنقود على حوالي 5٪ فقط من العناصر الثقيلة للشمس و يُقدّر عمرالعنقود بحوالي 13 مليار سنة , مسييه 14 هو عنقود كروي من الفئة الثامنة ، مما يعني أن نجومه لا تتركز بكثافة خاصة في المنطقة الوسطى ويمتد مركز العنقود اللامع للـ 3 دقائق قوسية فقط في القطر الزاوي ، لكن المناطق الخارجية تعطي مسييه 14 قطراً زاوياً إجمالياً يبلغ 11.7 دقيقة قوسية. يحتوي مسييه 14 على حوالي 150,000 نجم. و يمتد لحوالي 100 سنة ضوئية و يبلغ نصف قطره حوالي 50 سنة ضوئية ويصل بأضاءة كلية تقارب 400,000 مرة من لمعان الشمس. في حين أنه يبدو أضعف من مسييه 10 ومسييه 12 ، المجموعتان الكرويتان الأخريان المشهورتان في كوكبة الحواء ، فإن العنقود مسييه 14 هو الأكبر من هذين العنقوديين ولديه لمعان جوهري أكبر بكثير من المجموعتين الأخريين. حيث يصل حجمه تقريباً ضعف حجم مسييه 12 وأكثر من ضعف حجم مسييه 10 .
و أكتشف علماء الفلك حوالي 70 نجماً متغيراً في مسييه 14. و تم تصنيف العديد من هذه المتغيرات على أنها متغيرات العذراء W ، و هي فئة فرعية من متغيرات القيفاوي النوع الثاني. يحتوي مسييه 14 أيضاً على عدد كبير من النجوم من نوع RR القيثارة ، و التي تُستخدم لمعايرة المسافات إلى الأشياء داخل مجرة درب التبانة. و حدث أنفجار سوبرنوفا في مسييه 14 في عام 1938 و وصل إلى القدر الظاهري 6.2+ ، و لكن لم يتم اكتشافه حتى عام 1964 ، عندما قام علماء الفلك بمسح سلسلة من اللوحات الفوتوغرافية من تلك الفترة. التقطت الأمريكية هيلين سوير هوغ الصور الأولى للعنقود بين عامي 1932 - 1963 من خلال تلسكوب عاكس بقياس 72 بوصة في مرصد دومينيون للفيزياء الفلكية في كولومبيا البريطانية في كندا. و يعتبر هذا أول سوبرنوفا تم تصويره على الإطلاق و ثاني أنفجار سوبرنوفا يتم اكتشافi في عنقود نجمي مغلق ، بعد 1860 عندما حصل أنفجار سوبرنوفا في مسييه 80 و لوحظ حينها . و تم أكتشاف نجم كربوني في عام 1997. و من المحتمل أن يكون لُب النجم الغني بالكربون قد وصل إلى السطح بعد أن فقد النجم طبقاته الخارجية في إلتحامات قريبة مع نجوم أخرى في العنقود.

## إمكانية رؤيته
يمكن تحديد موقع مسييه 14 من خلال رسم خط وهمي من نجم كلب الراعي إلى خامس ألمع نجم في كوكبة الحواء نجم قلب العقرب ، و يمكن رؤية مسييه 14 بسهولة بالمنظار أو التلسكوب ، و لكن لا يمكن رؤيته بالعين المجردة حيث تبلغ شدّة لمعان أسطع نجم في العنقود حوالي 14+ ، و متوسط الحجم الظاهري لألمع 25 نجم في العنقود هو 15.44+. يظهرمركز العنقود الساطع و الهالة الخارجية الباهتة المحيطة بواسطة التلسكوبات الصغيرة ، بينما تكشف التلسكوبات ذات قياس 8 بوصات عن الشكل الإهليلجي للعنقود. و لا يمكن رؤية نجوم العنقود بشكل منفرد إلا في تلسكوبات أكبر بقياس 12 بوصة. أفضل وقت في السنة لمراقبة مسييه 14 هو في أشهر مايو ويونيو ويوليو.

## أنظر أيضاً
- نجم
- مجرة
- قزم أبيض
- عملاق أحمر
- الانفجار العظيم
- خط زمني للانفجار العظيم
- نجم نيوتروني
- ثقب أسود